# Franziska Ferrari
Franziska Ferrari (* 1991 in Viersen) ist eine deutsche Schauspielerin und Werbesprecherin.

## Leben
Ferrari absolvierte ihre Schauspielausbildung an der Schauspielschule der Keller in Köln von 2011 bis 2015. Während des Studiums war sie bereits an den Wuppertaler Bühnen, am Schauspiel Köln und am Theater der Keller zu sehen.
Seit der Spielzeit 2017/2018 gehörte Franziska Ferrari zum festen Ensemble des Westfälischen Landestheaters in Castrop Rauxel. Zum Ende der Spielzeit 2021/2022 verließ sie das Westfälische Landestheater als festes Ensemblemitglied. Seit August 2022 ist Ferrari als freiberufliche Schauspielerin und Sprecherin tätig und seit 2022 am Comedia Theater Köln in mehreren Produktionen zu sehen.
Neben einigen Rollen im Fernsehen arbeitet sie vor allem als Werbesprecherin.

## Filmografie (Auswahl)
- 2017: Großstadtrevier – So viele Jahre
- 2016: SOKO Köln – Mörderisches Wochenende
- 2017: Rhein-Lahn Krimi – Jammertal
- 2019: Die Füchsin – Schön und tot[4]
- 2022: Kurzschluss (Kurzfilm)
- 2024: Friesland – Sterneduell